# Giacomo Francesco Bussani
Giacomo Francesco Bussani (také Giovanni Bussano)?? byl benátský operní libretista, aktivní v letech 1673–1680.

## Život
Pocházel z Cremony. Data narození a úmrtí nejsou známy. Byl kanovníkem kongregace Lateranense presso la Scuola della Carità di Venezia. Známý je však pro libreta, která napsal pro benátská divadla v letech 1673 až 1680. Pět z nich bylo určeno pro Teatro San Salvador, kde je zhudebnil skladatel Antonio Sartorio. Zbývající dvě byla určena pro divadla rodiny Grimani: Teatro dei Santi Giovanni e Paolo a Teatro San Giovanni Grisostomo. Libreta byla později zhudebněna i dalšími skladateli či sloužila jako podklad pro jiné libretisty.
Libreto opery Ercole sul Termodonte Antonia Vivaldiho však nenapsal Bussani (jak bylo dříve uváděno), ale Antonio Salvi.

## Dílo
- Massenzio hudba Antonio Sartorio
- Enea in Italia hudba Francesco Ballarotti, Carlo Pallavicino
- Giulio Cesare in Egitto hudba Antonio Sartorio, Niccolò Piccinni, Georg Friedrich Händel, Luca Antonio Predieri
- Antonino e Pompeiano hudba Antonio Sartorio
- Anacreonte tiranno hudba Antonio Sartorio, Alessandro Scarlatti
- Ercole sul Termodonte hudba Antonio Sartorio
- Il ratto delle Sabine Pietro Simone Agostini